# Samuel Koszka
Samuel Koszka herbu Dołęga, Samijło Kiszka, Kuszka (ur. 1530 w Kaniowie, zm. 1602 w Põltsamaa) – hetman kozaków rejestrowych w latach 1600–1602.

## Życiorys
Samuel urodził się w szlacheckiej rodzinie Koszków herbu Dołęga, ród ten osiadł w powiecie bracławskim na początku XVI wieku. Był synem Iwana, sędziego bracławskiego. Ojciec zmuszony został do sprzedaży księciu Ostrogskiemu rodowych dóbr Szpików, Worobijowka, Rohoźna nad Bohem. Pozbawiony majątku i środków do życia Samuel Koszka udał się na Sicz zaporoską. W latach 60. XVI wieku brał udział w łupieżczych wyprawach kozackich na Krym i tureckie wybrzeże Morza Czarnego, które prowadził książę Dymitr Wiśniowiecki Bajda.
Podczas jednej z morskich wypraw, którą sam dowodził, dostał się do niewoli tureckiej (ok. 1570). Ponad 25 lat był więźniem osmańskim, jakiś czas galernikiem. W 1599 w okolicach portu Eupatoria na Krymie zorganizował bunt na galerze, przejął okręt i uciekł na Zaporoże.
W 1600 roku rada kozacka wybrała go hetmanem zaporoskim, buławę przejął po Tychonie Bajbuzie. Jako hetman dążył do odbudowy przywilejów kozackich z czasów Stefana Batorego, ograniczonych po powstaniu Nalewajki, przez sejm w 1597. Gdy wiosną 1600 przybył na Sicz poseł hetmana Jana Zamoyskiego, Jan Oryszowski, którego zadaniem było przekonanie kozaków do wyprawy na Mołdawię, Koszka zażądał zniesienia banicji dla byłych powstańców, przywrócenia samorządu z czasów batoriańskich, zapłaty żołdu oraz zwrotu Trechtimirowa. Zaporożcy mieli walczyć jako samodzielna jednostka pod komendą Zamoyskiego. Po uzgodnieniach i obietnicach Zamoyskiego poparcia postulatów kozackich na sejmie, 16 lipca 1600 Koszka na czele 4 tysięcy zaporożców wyruszył do Trembowli, miejsca koncentracji wojsk polskich, wyznaczonego przez Zamoyskiego. Podczas przemarszu w niejasnych okolicznościach, został oskarżony o zdradę i współpracę z hospodarem mołdawskim Michałem Walecznym, Koszka został uwięziony, nowym hetmanem wybrano jego rywala Gabriela Krutniewicza. O sprawie powiadomiono Zamoyskiego listownie. Kozacy nie dotarli na czas do Trembowli, dołączyli do wojsk koronnych 11 października, na terenie Mołdawii, pod wsią Buzen. Koszka z zarzutu zdrady został oczyszczony, świadczy o tym jego udział w bitwie pod Bukowem (nie wiadomo czy tam dowodził), w której rozgromiono armię Michała Walecznego. Na pewno zimą 1601 Koszka znów dzierżył buławę hetmańską.
Jego polityka współpracy z Rzecząpospolitą przyniosła pewne efekty, sejm zniósł banicję za udział w powstaniach, jednak pod warunkiem udziału kozaków w wojnie ze Szwecją. Nie dotrzymanie części umów sprzed wyprawy mołdawskiej spowodowało wrzenie na Siczy, Koszka zmagał się z silną opozycją. Trzykrotnie rada kozacka odmawiała udziału w wojnie ze Szwecją. Ostatecznie zwyciężyło stronnictwo współpracy z Rzecząpospolitą. Na wyprawę Zamoyskiego do Inflant Koszka poprowadził latem 1601, 2000 piechoty, 400 konnych i 12 dział. Od 31 października wojsko zaporoskie brało udział w oblężeniu Wolmaru. Po zdobyciu twierdzy (21 grudnia 1601) Zaporożcy brali udział w pościgu za wycofującymi się do Tartu wojskami szwedzkimi.
W dwóch pierwszych miesiącach 1602 podczas oblężenia twierdzy Anstla kozacy ponieśli duże straty w ludziach. To oraz mroźna zima, także zaległości w wypłacie żołdu powodowało, że nienawykli do walk o tej porze roku kozacy chcieli wracać na Ukrainę (o podobnych nastrojach pisał Koszka do Zamoyskiego już w grudniu). Zamoyski wypłacił zaległy żołd z własnej kiesy, co skłoniło Zaporożców do pozostania. Nocnym marszem z 28 lutego na 1 marca Koszka poprowadził atak na podejmujących działania zaczepne Szwedów. Samuel Koszka zginął podczas walki z jazdą szwedzką niedaleko miasta Põltsamaa. Zginął postrzelon od tyłu przez swoich.
Został pochowany w Kaniowie.